# Viaduc de Caroual
Le viaduc de Caroual est un ouvrage d'art situé à Erquy, dans le département des Côtes-d'Armor, dans la région Bretagne, en France.

## Dimensions
- Longueur totale : 109 m
- Portée de l'arc : 45 m
- Hauteur : 17 m

## Histoire
Le viaduc a été construit en 1913 par Louis Harel de la Noë pour les chemins de fer des Côtes-du-Nord. Il fut utilisé par la ligne Yffiniac - Matignon fermée en 1948.
En 2009, le conseil général a fait poser un filet pour protéger les piétons empruntant le chemin de randonnée sous l'édifice.
Le viaduc est inscrit au titre des monuments historiques par arrêté du 3 mars 2014. La même année, par arrêté municipal du 17 novembre 2014, la circulation sur le viaduc de tout type de véhicule et de piétons a été interdite à cause de l'état des tabliers et du garde corps.
Lors du conseil municipal du 17 mars 2016, un projet de restauration a été présenté et la mairie souhaite sa réalisation vers 2019-2020 pour un coût estimé à 1,25 million d'euros HT.